# Геноцид в Газі
Експерти, уряди, агентства ООН і неурядові організації звинувачують Ізраїль у здійсненні геноциду палестинського народу внаслідок ізраїльського вторгнення та бомбардування сектора Гази під час триваючої війни між Ізраїлем та Хамасом. До березня 2024 року, після п'яти місяців атак, військові дії Ізраїлю призвели до смерті понад 31 500 палестинців (кожний 75-ий житель Гази; у середньому 195 смертей на день) і майже 40 000 підтверджених смертей до липня 2024 року. Більшість жертв є цивільними, зокрема понад 25 000 жінок і дітей та 103 журналісти.
За різними оцінками, під уламками зруйнованих будівель знаходяться ще тисячі тіл. До червня 2024 року в Газі було вбито понад 500 медичних працівників. Примусова ізраїльська блокада значною мірою сприяла нестачі продовольства та загрозі масового голоду в секторі Гази, в той час як ізраїльські сили перешкоджали доставленню гуманітарних вантажів до палестинського населення, блокуючи або атакуючи гуманітарні конвої. На початку конфлікту Ізраїль також блокував постачання води та електроенергії в сектор Гази.
Різні спостерігачі, включаючи спеціального доповідача Організації Об'єднаних Націй Франческу Альбанезе, цитували заяви високопоставлених ізраїльських посадових осіб, які можуть вказувати на «намір знищити» (в цілому чи частково) населення Гази, що є необхідною умовою для досягнення правового порогу геноциду. Більшість вчених з питань Близького Сходу, які переважно проживають у США, вважають, що дії Ізраїлю в Газі спрямовані на те, щоб зробити її непридатною для проживання палестинців, і 75 % з них кажуть, що дії Ізраїлю в Газі є або «великими воєнними злочинами, схожими на геноцид», або безпосередньо «геноцидом».
Уряд Південної Африки порушив справу проти Ізраїлю в Міжнародному суді ООН, стверджуючи про порушення Конвенції про геноцид. У першому рішенні Міжнародний суд постановив, що Південна Африка мала право подати позов проти Ізраїлю, а за палестинцями визнано «переконливе право на захист від геноциду». Суд зобов'язав Ізраїль дотримуватися своїх обов'язків відповідно до Конвенції про геноцид, вживаючи всіх заходів у межах своїх повноважень для запобігання геноциду, а також дозволити базові гуманітарні послуги в Газі. Ізраїль відкинув звинувачення і назвав суд антисемітським.

## Передумови
7 жовтня 2023 року ХАМАС здійснив атаку на Ізраїль із Гази що призвело до загибелі щонайменше 1139 людей, більшість з яких були цивільними особами. Відповіддю Ізраїлю стало вторгнення в сектор Гази 29 жовтня 2023 року. У зв'язку з цим виникли занепокоєння, що Ізраїль використовує атаку ХАМАС заради виправдання геноциду палестинців.

### Юридичне визначення геноциду
Конвенція про геноцид 1948 року визначає геноцид як будь-яку з п'яти «дій, вчинених з наміром знищити, повністю або частково, національну, етнічну, расову або релігійну групу». Йдеться про вбивство учасників групи, заподіяння їм тяжких тілесних або психічних ушкоджень, створення побутових умов, спрямованих на знищення групи, запобігання народженню дітей чи їх примусове переміщення за межі групи. Геноцид є злочином з особливим умислом (лат. dolus specialis); він здійснюється навмисно, вибір жертв базується на основі їхньої реальної чи уявної приналежності до захищеної групи. Згідно з юридичним визначенням 1948 року в історії було визнано три геноциди: геноцид у Камбоджі, геноцид у Руанді та різанина в Сребрениці.

## Жертви

### Прямі жертви

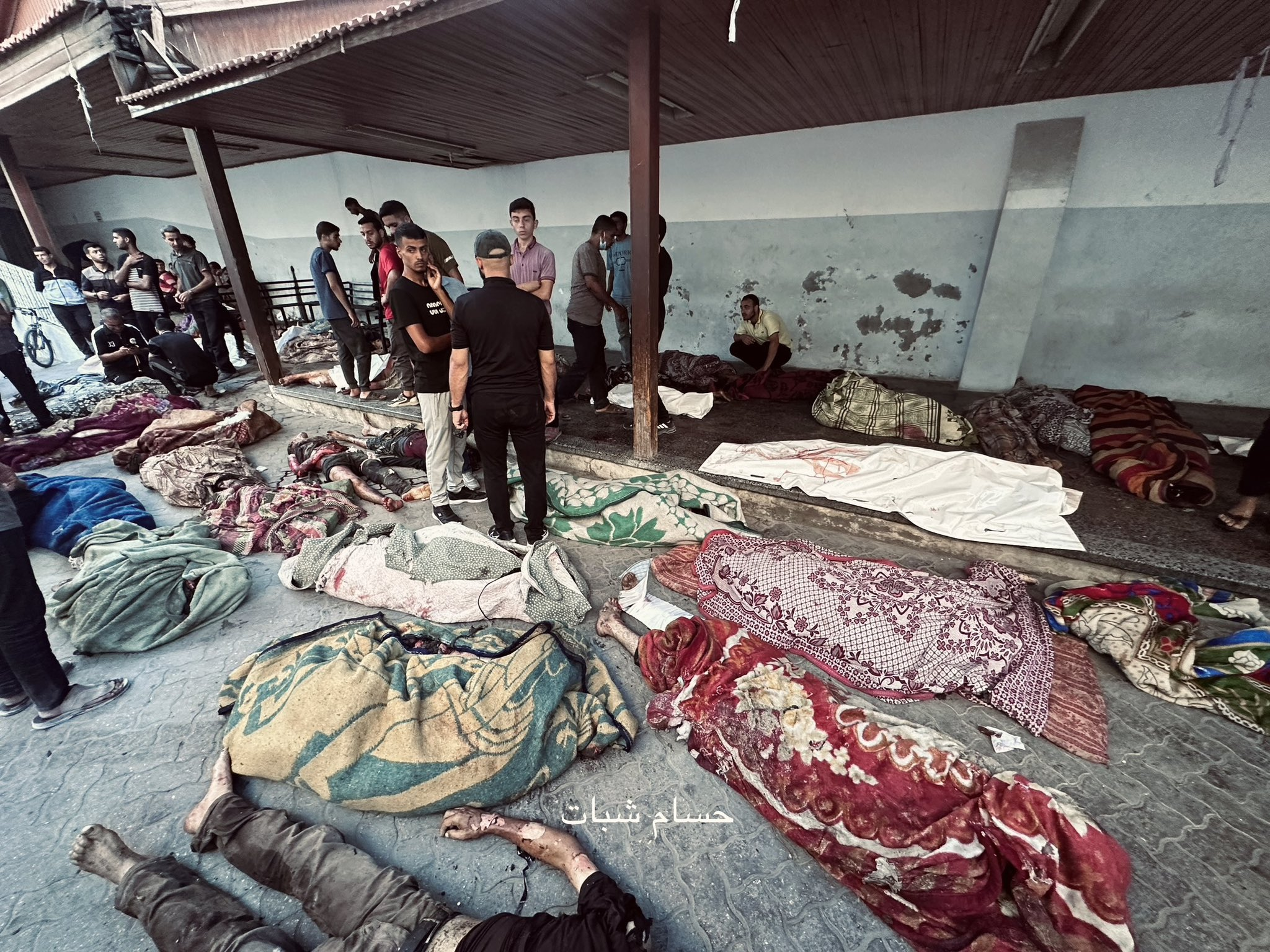
Тіла вбитих палестинців після ракетної атаки Ізраїлю на школу Аль-Табаїн 10 серпня 2024 року

У звіті організації Euro-Mediterranean Human Rights Monitor, опублікованому 18 листопада 2023 року, який називає дії Ізраїлю в Газі геноцидом, повідомляється, що 15 271 палестинців у Газі було вбито, 32 310 — поранено, а приблизно 41 500 вважаються зниклими безвісти. Численні новинні та наукові видання повідомляли оновлені цифри, згідно з якими до грудня 2023 року в Газі було вбито щонайменше 20 000 палестинців, приблизно 70 % з яких були жінками та дітьми. Станом на 14 січня 2024 року, через 100 днів із початку нападу Ізраїлю на Газу, було підтверджено смерті понад 23 900 людей. Станом на 10 травня кількість загиблих перевищила 35 000, третину з яких становили неопізнані тіла, а ще понад 10 000 тіл були поховані під уламками. Впродовж перших трьох тижнів нападу в Газі було вбито більше дітей, ніж було вбито в усьому світі в усіх зонах конфлікту за будь-який рік починаючи з 2019 року. До грудня 2023 року було поранено понад 52 000 осіб, а до травня 2024 року ця кількість зросла до понад 77 700 осіб.

### Непрямі жертви
Раша Хатіб, Мартін Маккі та Салім Юсуф опублікували в розділі кореспонденції наукового журналу The Lancet оцінку кількості смертей, які можуть бути опосередковано спричинені конфліктом у найближчі місяці та роки. Очікується, що випадки непрямої смерті палестинців через хвороби будуть значно вищими через інтенсивність конфлікту, руйнування інфраструктури охорони здоров'я, брак їжі, води, притулку та безпечних місць для втечі цивільних осіб, а також скорочення фінансування БАПОР. Вони написали: 
Під час останніх конфліктів кількість таких непрямих смертей коливається в межах числа від 3 до 15 разів вищого, ніж кількість прямих смертей. Застосовуючи консервативну оцінку співвідношення чотирьох непрямих смертей на одну пряму смерть до 37 396 смертей, про які повідомляється, можна вважати, що до 186 000 або навіть більше смертей можна віднести до поточного конфлікту в Газі.
Професор економіки Майкл Спагат критикував їхню методологію, стверджуючи наступне: 
Прогноз про загальну кількість смертей у 186 000 осіб, отриманий шляхом множення прямих смертей, повідомлених Міністерством охорони здоров'я (МОЗ) Гази на п'ять, не має надійних підстав і є неправдоподібним.
Незважаючи на це, Спагат назвав кількість загиблих у Газі «приголомшливо високою».
З початку війни між Ізраїлем та ХАМАС майже два мільйони людей стали внутрішньо-переміщеними в межах сектору Гази.

## Геноцидна риторика

### Згадки про Амалека

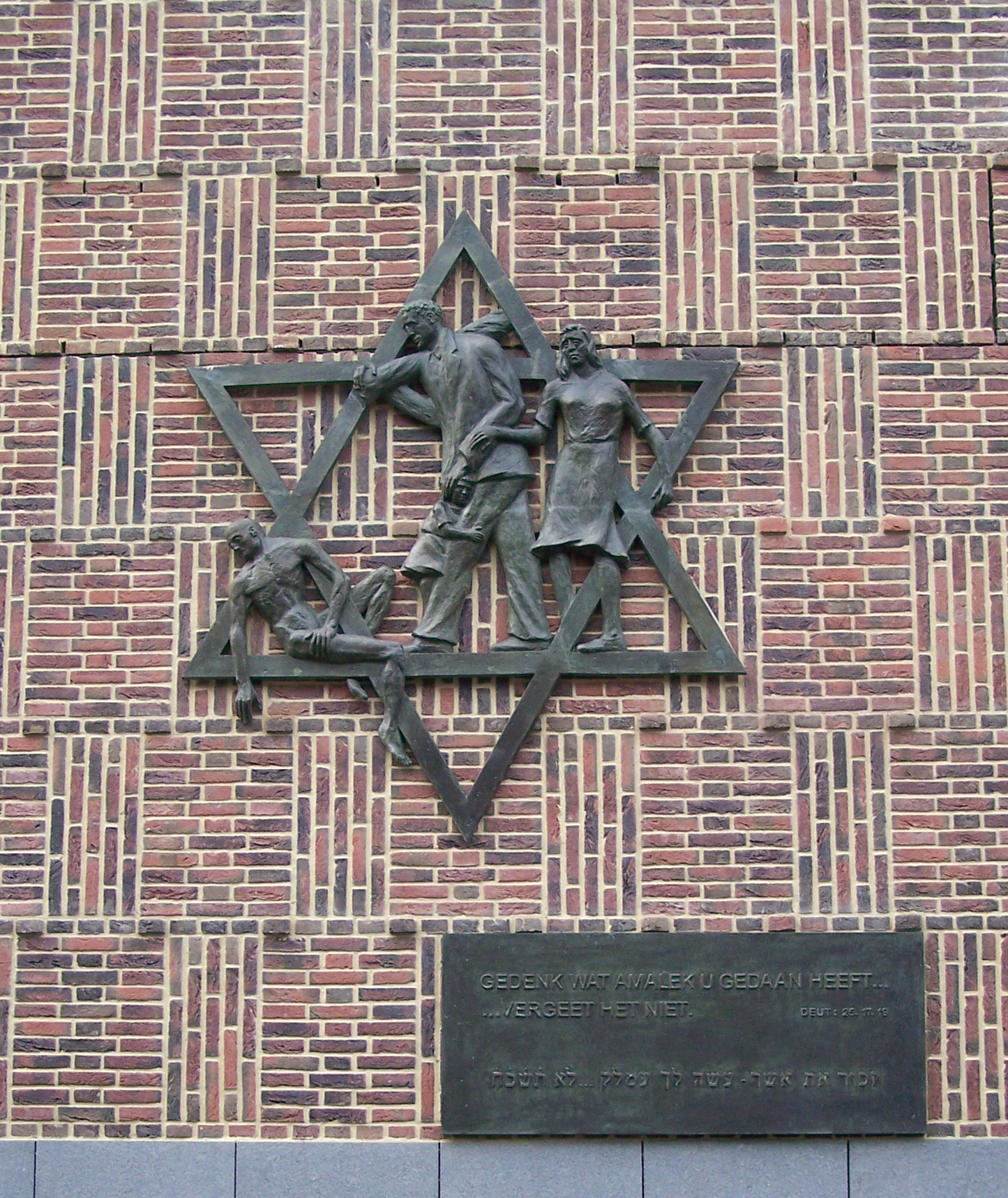
«Девідстер» ("Зірка Давида ") Діка Стінса, він же «пам'ятник Амалеку», є меморіалом Голокосту в Гаазі. Текст збоку (голландською та івритом) взято з Повторення Закону 25:17, 19 — «Пам'ятай, що зробив тобі Амалек… не забувай».

Неодноразове згадування прем'єр-міністром Ізраїлю Беньяміном Нетаньягу біблійного персонажа Амалека під час конфлікту багато критиків, включно з Південною Африкою, вважали доказом геноцидних намірів. У своїй промові 28 жовтня 2023 року Нетаньягу сказав (на івриті): «Ви повинні пам'ятати, що зробив вам Амалек, — говорить наша Свята Біблія», цитуючи «Повторення Закону» 25:17 у єврейській Біблії. Фраза «Пам'ятайте, що зробив вам Амалек» використовується в меморіалах Голокосту, включаючи Яд Вашем і Гаазький єврейський пам'ятник. Нетаньягу зробив ще один натяк на цей текст у листі до солдатів і офіцерів ЦАХАЛу.
Генерал-майор ЦАХАЛу Гіора Ейланд написав: «Газа стане місцем, де не зможе існувати жодна людина» і «Створення серйозної гуманітарної кризи в Газі є необхідним засобом для досягнення мети». Ізраїльський історик і дослідник Голокосту Омер Бартов зазначив, що жоден ізраїльський політик або будь-хто в ЦАХАЛ не засудив цю заяву.
Правознавець Німер Султані підкреслює заяви різних командувачів ізраїльської армії, які керують наземними операціями на півночі Гази і закликають до обезлюднення та тактики «спаленої землі». Такі ж думки поширювались солдатами в соцмережах.

## Звинувачення в геноциді

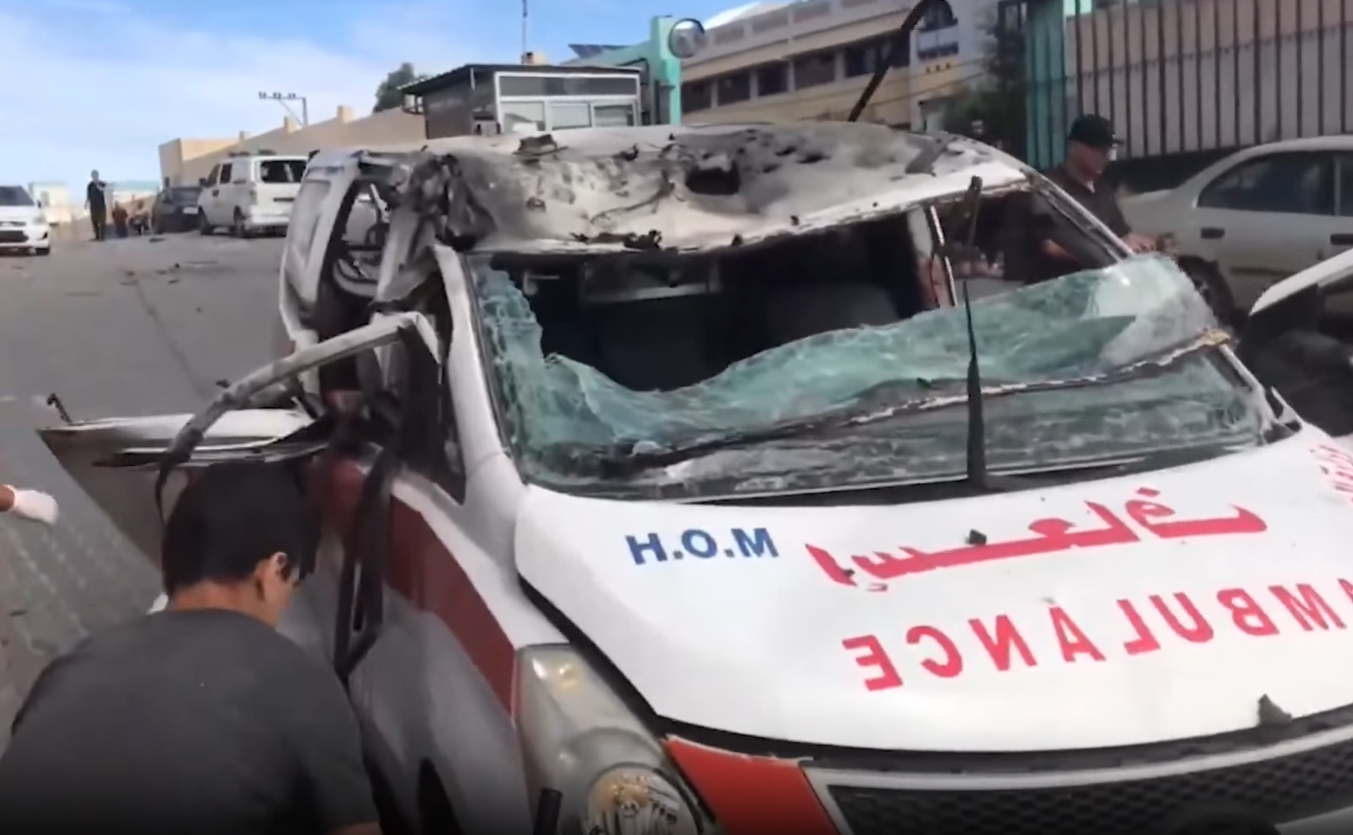
Машина швидкої допомоги, якою керували представники Товариства Червоного Півмісяця Палестини у місті Хан-Юнісі Сектору Гази, після того, як вона була сильно пошкоджена внаслідок авіаудару ізраїльських військових.

З 7 жовтня 2023 року ЦАХАЛ звинувачують у невибіркових масових арештах і затриманнях; позасудових вбивствах неозброєних палестинських ув'язнених, лікарів і робітників; погрози смерті, спалення і зґвалтування; та катування палестинців, що утримувались без судових звинувачень. ЦАХАЛ також звинувачували у застосуванні надмірної сили проти десятків шкіл і лікарень; викраденях; жорстокому та непотрібному оскверненні та каліченні померлих палестинців; і у відсутності розрізнення або неадекватному розрізненню між силами ХАМАС і цивільними особами. Напади та знищення різноманітних культурних і освітніх об'єктів також вважаються діями геноциду. Використання неконвенційної зброї, такої як білий фосфор було визнано геноцидом. Під час боїв ізраїльський телеканал «Канал 14» вів підрахунок кожного вбитого палестинця, позначаючи всіх жертв терористами, а журналіст і ведучий каналу, публічно виступав за те, щоб Ізраїль здійснював більше військових злочинів.

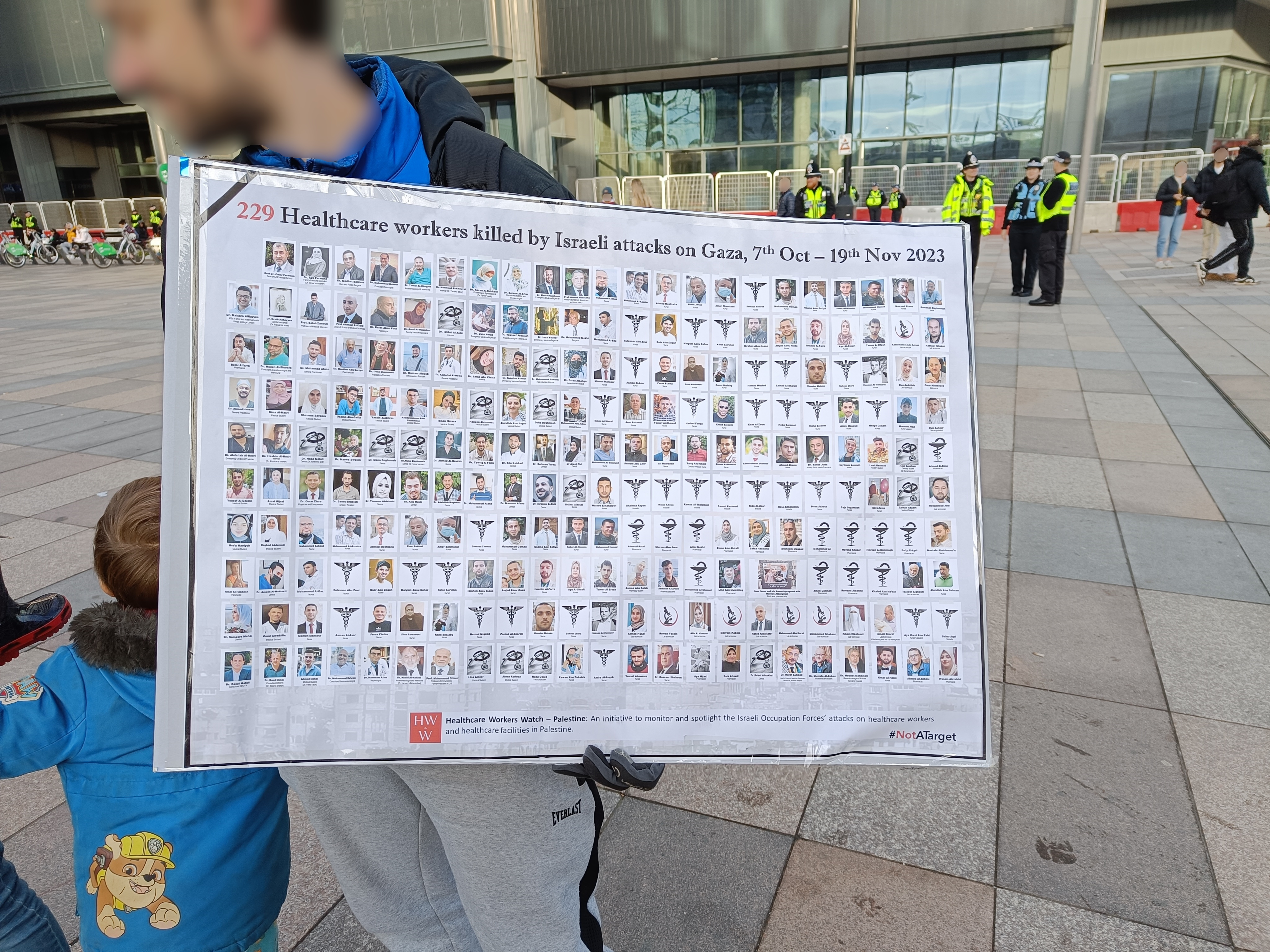
Фотографії медичних працівників у Газі, що загибли під час ізраїльських атак 25 листопада 2023 року

## Судові процеси

### Міжнародний кримінальний суд
У 2021 році Досудова Палата I Міжнародного кримінального суду підтвердила, що суд має юрисдикцію щодо свого розслідування в Палестині. 12 жовтня 2023 року прокурор Міжнародного кримінального суду Карім Ахмад Хан підтвердив, що військові злочини, вчинені ізраїльськими громадянами в Газі, входять до компетенції розслідування.
20 травня 2024 року Хан подав ордери на арешт прем'єр-міністра Ізраїлю Біньяміна Нетаньягу та міністра оборони Йоава Ґаланта, заявивши, що у нього є достатні підстави вважати, що вони несуть кримінальну відповідальність за наступні військові злочини та злочини проти людства, скоєні в секторі Гази з, принаймні, 8 жовтня 2023 року:
- Мордування голодом мирного населення як метод ведення війни як військовий злочин;
- Умисне заподіяння сильних страждань або тяжкого ушкодження тіла чи здоров'я, або жорстоке поводження як військовий злочин;
- Умисне вбивство або вбивство як військовий злочин;
- Умисне спрямування атак на цивільне населення як військовий злочин;
- Винищення та/або вбивство, у тому числі в контексті смертей, спричинених голодом, як злочин проти людства;
- Переслідування як злочин проти людства;
- Інші нелюдські діяння як злочини проти людяності.

### Заява до Міжнародного кримінального суду

Позиції держав щодо питання чи вчиняє Ізраїль геноцид у Газі:
Погоджуються
Не погоджуються
Відкладують рішення справи МКС
Невизначено

Південна Африка порушила справу в Міжнародному суді відповідно до Конвенції про геноцид, яку підписали як Ізраїль, так і Південна Африка, звинувачуючи Ізраїль у вчиненні геноциду, військових злочинах і злочинах проти людства щодо палестинців у Газі. Президент ПАР Сиріл Рамафоса порівняв дії Ізраїлю з апартеїдом. Заяву Південної Африки було подано відповідно до статті IX Конвенції. Декілька правозахисних організацій, міжнародних організацій та інших країн підтримали позов Південної Африки. 
26 січня 2024 року Міжнародний суд виніс попереднє рішення, в якому встановив, що претензії в заяві Південної Африки є «правдоподібними», і видав наказ Ізраїлю, вимагаючи від нього вжити всіх заходів для запобігання актам геноциду, запобігання та покарання за підбурювання до геноциду, а також дозволити основні гуманітарні послуги в Газі.

## Міжнародне пособництво

### Американське пособництво
13 жовтня 2023 року журналіст Ерік Левіц з сайту The Intelligencer стверджував, що адміністрація США, включаючи адміністрацію Байдена, схвалила військові злочини Ізраїлю проти палестинців у війні Ізраїлю проти ХАМАС. 4 січня 2024 року уряд США визнав, що він офіційно не оцінював, чи порушує Ізраїль міжнародне гуманітарне право.
У листопаді 2023 року критики президента Джо Байдена прозвали його «Геноцидником-Джо»(англ. Genocide Joe) за його підтримку Ізраїлю. Речник Ради національної безпеки Джон Кірбі, якого ізраїльське ЗМІ Ynet описує як «виключно досвідченого захисника Ізраїлю», сказав: «Ізраїль намагається захистити себе від загрози геноциду терористів. Отже, якщо ми збираємося почати використовувати це слово, гаразд, давайте використаємо це належним чином». 13 листопада 2023 року Центр конституційних прав (CCR), що базується в Нью-Йорку, подав до суду на Байдена за нібито невиконання його обов'язку, визначеного національними та міжнародними законами, не дати Ізраїлю вчинити геноцид у Газі під час війни Ізраїлю та ХАМАС.

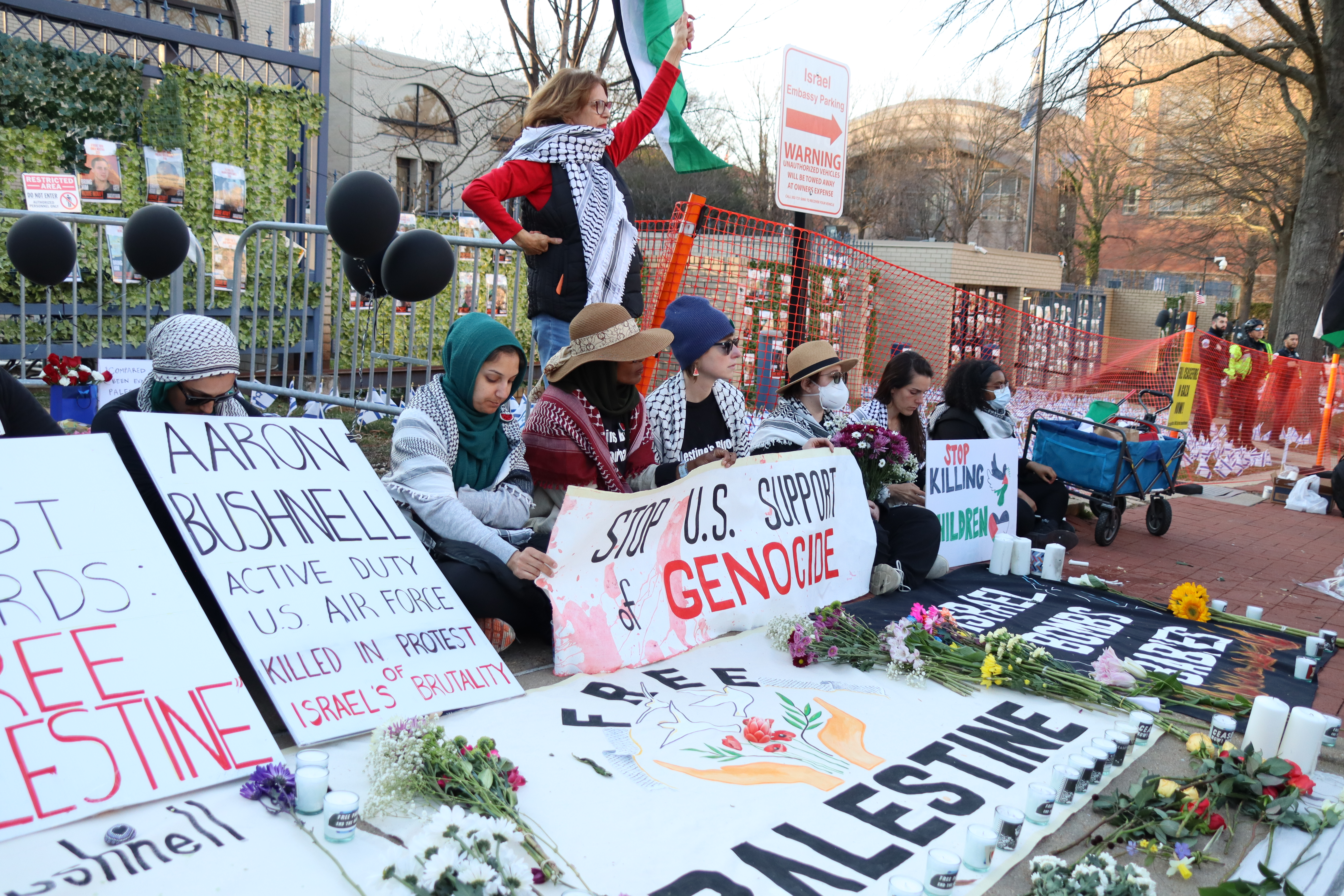
Вшанування Аарона Бушнелла біля посольства Ізраїлю у Вашингтоні

Група з восьми американських сенаторів-демократів на чолі з Берні Сандерсом, Джеффом Мерклі та Крісом Ван Голленом написала Байдену офіційний лист із закликом до «дотримання федерального закону», вимагаючи від прем’єр-міністра Нетаньягу «припинити обмежувати доступ гуманітарної допомоги до Гази або відмовитися від військової допомоги США Ізраїлю», оскільки «важка гуманітарна катастрофа що розгортається в Газі безпрецедентна в сучасній історії» і «Сполучені Штати не повинні надавати військову допомогу жодній країні, яка втручається в гуманітарну допомогу США». Вони посилалися на Закон про іноземну допомогу 1961 року, який стверджує, що згідно з цим законом або Законом про контроль над експортом зброї «жодна допомога» не надається будь-якій країні, яка обмежує, прямо чи опосередковано, транспортування або доставку гуманітарної допомоги США. «Зупинення американської гуманітарної допомоги є порушенням закону. Це має бути зрозуміло. У нас не повинно бути грошей військовій машині Нетаньягу для вбивстві палестинських дітей», — сказав Сандерс.

### Британське пособництво

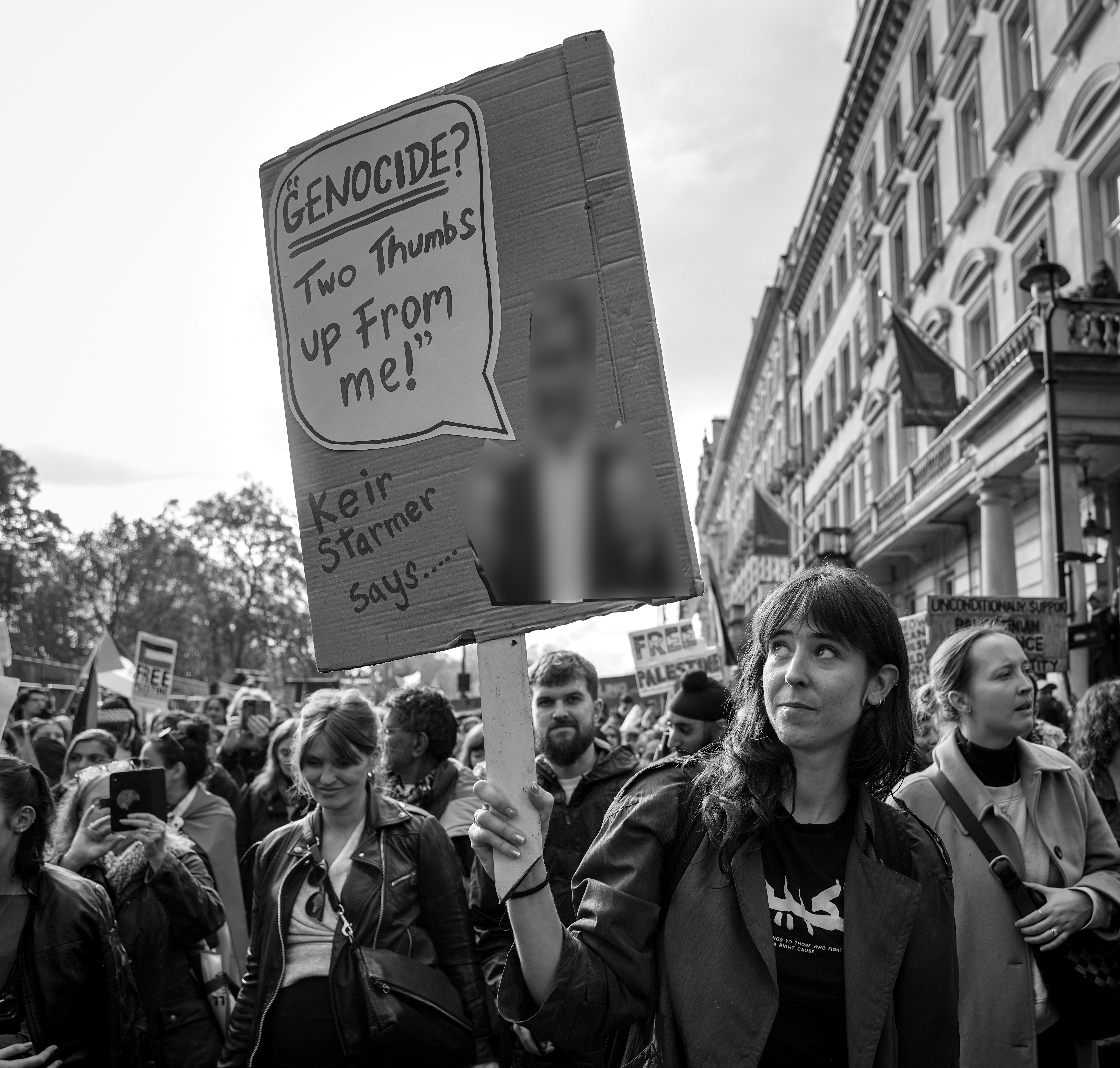
Протестувальниця із плакатом, на якому стверджується що лідер Лейбористської партії Великої Британії Кір Стармер підтримує геноцид

12 грудня 2023 року правозахисна організація Human Rights Watch заявила, що продаж зброї Ізраїлю може зробити Велику Британію співучасником військових злочинів. Згідно із законодавством Великої Британії, ліцензії не можуть бути надані, якщо існує явний ризик того, що зброя може бути використана для вчинення або сприяння серйозному порушенню міжнародного гуманітарного права, наприклад повної облоги Гази або невибіркового обстрілу цивільних. Правозахисні групи Al-Haq і Global Legal Action Network подали заяву на судовий перегляд державних ліцензій на експорт британської зброї, яка може бути використана під час дій Ізраїлю в Газі. Крім того, Джеймс Денселоу, голова відділу конфліктів і гуманітарних питань Save the Children UK, сказав: «Нездатні домогтися остаточного припинення бойових дій або виступити проти розміщення допомоги у вигляді зброї, Ріші Сунак і його уряд є співучасниками цього жаху, що зараз розгортається». У грудні перший міністр Шотландії Хумза Юсуф засудив утримання Великої Британії від проєкту резолюції ООН із закликом до припинення вогню в Газі, заявивши, що це призведе до загибелі більшої кількості дітей.
У березні 2024 року голова спеціального комітету із закордонних справ Алісія Крінс заявила, що уряд проігнорував і відмовився опублікувати поради юристів МЗС щодо того, що Ізраїль порушує гуманітарне право.
2 вересня 2024 року міністр закордонних справ Великої Британії Девід Леммі оголосив, що Сполучене Королівство призупиняє дію приблизно 30 ліцензій на експорт зброї, включно з компонентами для літаків і безпілотників до Ізраїлю. Це сталося після того як урядове дослідження дійшло висновку про високий ризик того, що цей експорт використовуватиметься для «серйозних порушень міжнародного гуманітарного права».

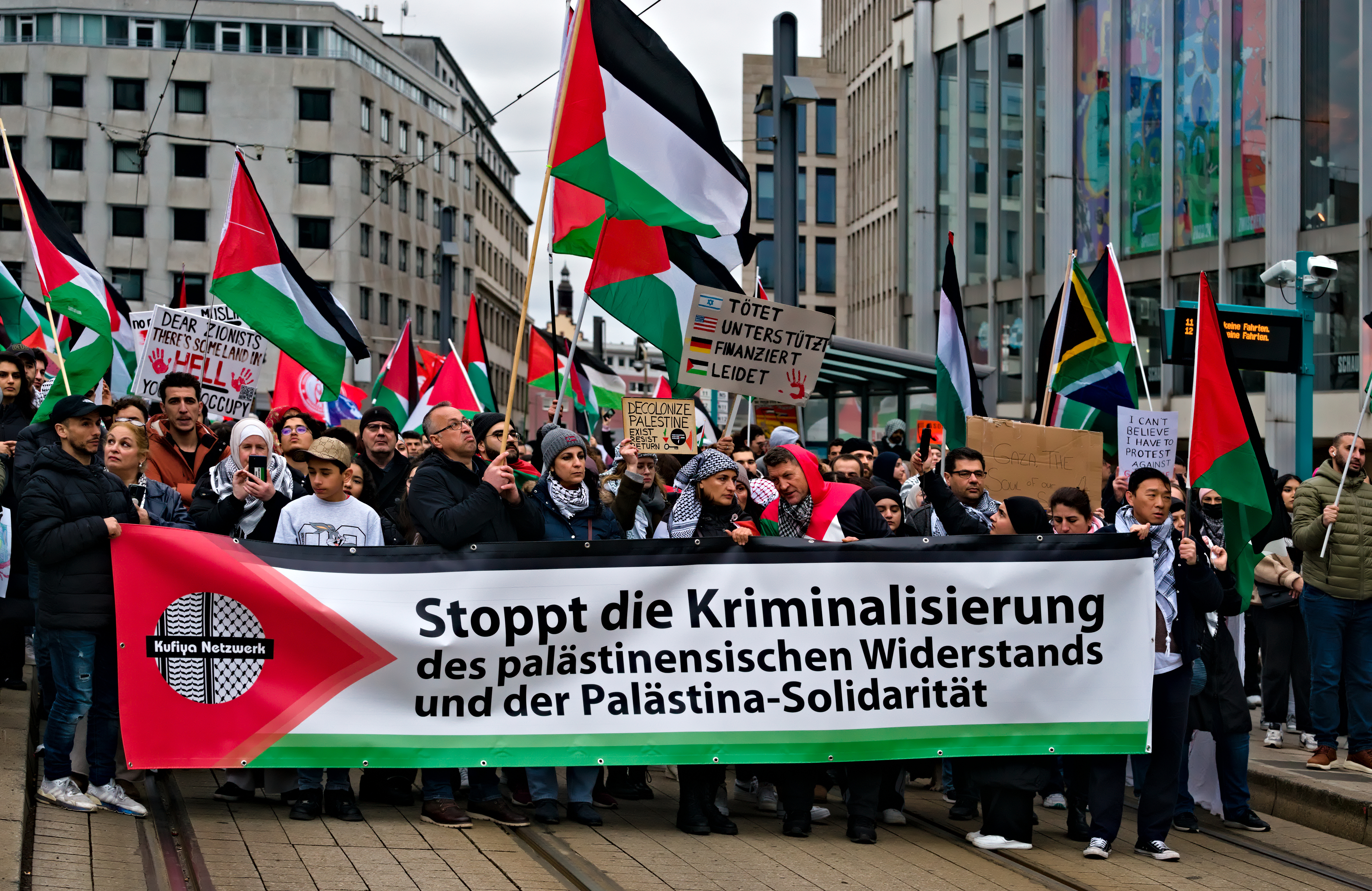
Плакат на протесті у Франкфурті, на якому написано «Припиніть криміналізувати палестинський опір та солідарність з Палестиною»

### Німецьке пособництво
У жовтні 2023 року політологиня Лена Обермаєр стверджувала, що Німеччина причетна до військових злочинів Ізраїлю проти Гази. Вона детально розповіла про те, що більшість найвідоміших німецьких ЗМІ «мовчали про геноцидну політику Ізраїлю в минулому і досі мовчать». Вона також наголосила на придушенні поліцією пропалестинських протестів по всій Німеччині як доказ пособництва держави у геноциді. У лютому 2024 року до німецьких судів було подано кримінальну справу, яка звинувачувала різних високопоставлених політиків у пособництві у вбивствах в Газі. У березні Нікарагуа подала позов до міжнародного кримінального суду проти Німеччини, звинувачуючи її у пособництві в геноциді, який був відхилений ООН 30 квітня 2024 року.

## Думка ізраїльського суспільства
В інтерв'ю газеті «The New Statesman», ізраїльський журналіст і письменник Гідеон Леві, колишній помічник і прес-секретар Шимона Переса та давній дописувач газети «Га-Арец», який звітував про політику поселень Ізраїлю протягом 35 років, сказав:
|                                        | В Ізраїлі все стає ще гірше і гірше. Найголовніше, [...] що так думають усі, і це не лише праві рухи. Ти не можеш виявити співчуття до Гази, до страждань Гази, яких Ізраїль взагалі не бачить. Пересічний ізраїльтянин не бачив нічого [з того, що сталося в] Газі[...]. Мужність, жертви, заручники та їхні родини показуються безупинно, але жодного кадру про страждання двох мільйонів людей у Газі. Я думаю, що це найтемніші часи Ізраїлю, можливо, за всю його історію. |
| — Гідеон Леві, ізраїльський журналіст, | |

Згідно з опитуванням дослідників Тель-Авівського університету на другому тижні січня, 43 % із 502 опитаних ізраїльських євреїв відповіли, що ЦАХАЛ застосовує «недостатню» кількість сили в Газі. В іншому опитуванні  Інституту демократії Ізраїлю від лютого 2024 року серед 510 опитаних ізраїльських громадян 68 % підтримали недопущення всієї міжнародної допомоги до Гази.